# Język prapontyjski
Język prapontyjski - hipotetyczny prajęzyk od którego miałyby pochodzić języki indoeuropejskie oraz północno-zachodniokaukaskie. Hipotezę prapontyjską sformułował John Colarusso w 1997 roku obserwując podobieństwa między tymi rodzinami językowymi na obszarze fonologii i morfologii.
Przykładową zbieżnością jest element nosowy w partykułach przeczących: PIE *ne;  abchaskie m- oraz końcówka biernika -n obecna np. w grece i w abchaskim. Z drugiej strony obie rodziny różnią się bardzo strukturą gramatyczną: praindoeuropejski był fleksyjny, podczas gdy języki północno-zachodniokaukaskie są polisyntetyczne.